# Kanton Poitiers-3
Der Kanton Poitiers-3 ist seit 1973 ein französischer französischer Wahlkreis für die Wahl des Départementrats im Arrondissement Poitiers, im Département Vienne und in der Region Nouvelle-Aquitaine.
Der Kanton besteht aus dem östlichen Teil der Gemeinde Poitiers mit insgesamt 27.309 Einwohnern (Stand: 2022).
Bis zur landesweiten Neuordnung der französischen Kantone im März 2015 gehörten zum Kanton Poitiers-3 die zwei Gemeinden Mignaloux-Beauvoir und Poitiers. Er besaß vor 2015 einen anderen INSEE-Code als heute, nämlich 8633.